# Tiro com arco paralímpico
O Tiro com Arco Paralímpico é uma adaptação do desporto de tiro com arco para atletas com deficiências. O tiro com arco Paraolímpico está sob a alçada do Comité Paraolímpico Internacional, e é um dos desportos nos Jogos Paraolímpicos de Verão.
Os atletas participantes no tiro com arco Paraolímpico incluem atletas amputados, com paralisia cerebral, em cadeira de rodas e outros grupos. A competição é conduzida sobre as regras da Federação Internacional de Tiro com Arco com algumas pequenas modificações. Os atletas participam em três classes, uma para os atletas em pé e outras duas para os atletas em cadeira de rodas.
O tiro com arco para atletas com deficiências foi parte dos primeiros Jogos para atletas deficientes em Stoke Mandeville, em 1948. Este foi um dos desportos em concurso nos primeiros Jogos Paralímpicos de Verão de 1960 em Roma, e tem sido parte de todos os Jogos de Verão. Atualmente, 37 países participam no tiro com arco Paraolímpico.